# Komm zurück
Komm zurück ist ein deutscher Spielfilm in Schwarzweiß aus dem Jahr 1953 von Alfred Braun. Die Hauptrollen sind mit Winnie Markus, Rudolf Prack und Hans Stüwe besetzt. Das Drehbuch verfasste Wolf Neumeister. In der Bundesrepublik Deutschland kam der Streifen erstmals am 4. Dezember 1953 in Stuttgart ins Kino.

## Handlung
Michael Larsen ist ein junger Organist an einer Kirche in einer Stadt an der Unterelbe. In seiner Freizeit hat er ein Oratorium komponiert, für das er nun einen Verleger sucht. Weil dies nicht klappen will, rät ihm seine Freundin Sabine, es vorübergehend auf dem Gebiet der leichten Muse zu versuchen. Schon sein erster Titel hat so einen Erfolg, dass er von einem französischen Radiosender eingeladen wird. In Paris lernt er die Schlagersängerin Titine Clomord kennen. Beide verlieben sich ineinander. Als Titine auf Tournee in die Niederlande geht, wird sie von Michael und dessen Freund Gert Haßler, den er in Paris wiedergetroffen hat, begleitet. Schon bald stellen die zwei Kameraden fest, dass der Leiter der Tournee ein gesuchter Diamantenschmuggler ist. Versehentlich werden Michael und Gert für seine Komplizen gehalten. Als sie an der Grenze verhaftet werden sollen, gelingt ihnen die Flucht. Ihr Weg führt sie nun in die Fremdenlegion. In einer afrikanischen Wüste verbringen sie entbehrungsreiche schmerzliche Jahre.
In der Heimat ist für Sabine eine furchtbare Zeit angebrochen. Nachdem der Polizei ihr Verhältnis mit Michael bekanntgeworden ist, wird auch in ihrer Wohnung nach den verschwundenen Edelsteinen gesucht. Dabei erfährt Sabine, Michael sei bei seiner Flucht erschossen worden. Nach einiger Zeit heiratet sie ihren alten Bekannten Christian Frisius, einen Musikverleger. Eines Tages entdeckt sie in ihren Unterlagen die verschollen geglaubte Aufzeichnung des Liedes „Komm zurück!“, das Martin vor vielen Jahren nur für sie komponiert hat. Ihr Mann verlegt das Lied, und bald wird es ein Welterfolg.
Etliche Jahre später kehrt Michael nach Europa zurück. Überrascht muss er feststellen, dass fast überall sein Lied gespielt wird, das nicht zur Veröffentlichung bestimmt war. Er sucht den Verleger auf und erfährt von ihm, dass Sabine inzwischen dessen Frau geworden ist. Bei einer Aussprache mit ihr versucht er, sie wieder für sich zu gewinnen. Sabine jedoch entscheidet sich für ihren Mann.
Michael Larsens Oratorium wird uraufgeführt, von ihm selbst dirigiert. Im Publikum sitzen Sabine und Christian Frisius. Das Werk wird ein voller Erfolg.

## Ergänzungen
Der Film wurde in den Hamburger Ateliers Bendestorf und Wandsbek produziert. Die Außenaufnahmen entstanden in der Hansestadt Stade an der Unterelbe sowie am Rhein. Die Bauten stammen von den Filmarchitekten Hans Ledersteger und Ernst Richter. Teddy Turai steuerte die Kostüme bei. Für die Musik war Herbert Trantow zuständig. Neben seiner Eigenkomposition des Langsamen Walzers „Mein Herz war ein Buch“ bearbeitete er für den Film noch die Lieder „Vor meinem Vaterhaus steht eine Linde“ von Robert Stolz nach einem Text von Bruno Hardt-Warden und das französische „J’attendrai“ von Dino Olivieri nach dem deutschen Text „Komm zurück“ von Ralph Maria Siegel. Trantow leitete auch das Filmorchester.

## Kritik
Das Lexikon des internationalen Films zieht folgendes Fazit: „Melodram von penetranter Rührseligkeit mit hohlem Pathos und banalen Dialogen.“

## Quelle
- Programm zum Film: Das Neue Film-Programm, erschienen im gleichnamigen Verlag H. Klemmer & Co., Neustadt an der Weinstraße, ohne Nummernangabe